# دفترکوره‌های بنیاد مسکن
دفترکوره‌های بنیاد مسکن یک منطقهٔ مسکونی در ایران است که در دهستان بن معلی واقع شده‌است. براساس سرشماری مرکز آمار ایران در سال ۱۳۹۵، این روستا کمتر از سه خانوار جمعیت داشته‌است.